# Distrito de Llusco
El distrito peruano de Llusco es uno de los ocho distritos de la Provincia de Chumbivilcas, ubicada en el Departamento de Cuzco, bajo la administración el Gobierno regional del Cuzco. 
El Papa Juan XXIII segregó de la Arquidiócesis del Cusco, las Provincias civiles de Canchis, Canas, Espinar y Chumbivilcas y con ellas creó la Prelatura de Sicuani, haciéndola sufragánea del Cusco, mediante la Constitución Apostólica "Universae Ecclesiae" del 10 de enero de 1959.

## Historia
El distrito fue creado mediante Ley del 2 de enero de 1857, dado en el gobierno del Presidente Ramón Castilla.

## Geografía
Su capital es el poblado de Llusco que se ubica a  3 496 m s. n. m. aproximadamente.

## División administrativa
- Corresponde a los centros poblados del distrito de LLusco

## Autoridades

### Municipales
- 2019 - 2022[2]
  - Alcalde: Ermitaño Alvis Cuba, de El Frente Amplio por Justicia, Vida y Libertad.
  - Regidores:

  1. Feliciano Choque Madueño (El Frente Amplio por Justicia, Vida y Libertad)
  2. Lidia Abiega Huayto (El Frente Amplio por Justicia, Vida y Libertad)
  3. Máximo Achinquipa Apfata (El Frente Amplio por Justicia, Vida y Libertad)
  4. Juan Vega Alviz (El Frente Amplio por Justicia, Vida y Libertad)
  5. Tomas Alvis Alarcón (Movimiento Regional Inka Pachakuteq)

Alcaldes anteriores
- 2015-2018:[3] Ezequiel Mallma Cusi, del Movimiento Tawantinsuyo.
- 2011-2014:[3] Jaime Mantilla Chancuaña, del Movimiento Gran Alianza Nacionalista (GAN).
- 2007-2010: Jesús Rimache Huamaní.
- 2003-2006: Andres Abrigo Maqui

## Atractivos turísticos
EL CCAHUANA MARCA:SITUADO EN LA COMUNIDAD DE LUTTO KUTUTO, ANEXO KUTUTO.
WANIN QAQA: Situado en la comunidad San Sebastián Llusco Qollana

## Festividades
- Carnavales.
- 8 de octubre: aniversario del distrito
- 25 de diciembre: Navidad